# 柏木友梨
柏木 友梨（かしわぎ ゆり、1991年4月19日 -）は、日本の元女性グラビアアイドル。

## プロフィール
秋田県出身。血液型B型。元有限会社スターブリッジプロモーション所属。趣味は「裏歴史調べ」と「タロット占い」。タロット占いは、ときどきブログで読者向けにタロット占いをしている。
2012年1月22日をもって所属事務所を卒業した。

## 作品

### DVD
単独作
- 柏木友梨のダイヤ（2010年2月、グラッソ）
- スレンダー（2011年6月、ガールズコレクション）
- ゆぴっとこ!（2011年10月31日、BNS）

共演作
- CreamHD#01 W-YURI 浜田由梨＆柏木友梨（ワイレア出版、2010年5月7日発売） - 共演：浜田由梨

### 雑誌
- 2009年12月号 「スコラ」(株)スコラマガジン
- 2010年2月号 「クリーム」ワイレア出版(株)

### WEB
すべて2010年度のもの。
- 「踊ってみた」au、softbunk公式サイト
- 「動く写真集」角川ザテレビジョン
- 「スコラ激セクシー」スコラマガジン社
- 「デカップ上品ギャル」デジタルクライス
- 「彩文館コレクション」彩文館出版
- 「直営!!グラビア本舗」ゴマブックス
- 「ぶんか社ムービー」ぶんか社
- 「月刊モバイルアクトレス」
- 「現役女子高生グラビア」
- 「制服美少女天国」デジタルアドベンチャー
- 「コスドキ」
- 「ルーム」
- 「ラブポップ」イメージボックス